# Rey Manaj
Rey Aldo Manaj (Lushnjë, el 24 de febrer de 1997) és un futbolista professional albanès que juga com a davanter pel Sivasspor turc i per la selecció d'Albània.

## Trajectòria
Aquest jugador albanès, sortit de l'equip primavera de la Sampdoria, va arribar al juliol de 2014 a la US Cremonese, club de la Sèrie C italiana. La seva bona actuació la temporada 2014-15 va propiciar que l'Inter de Milà el fitxés l'estiu de 2015, i arribaria a disputar 9 partits amb l'equip de l'Giuseppe Meazza.
La temporada 2016-17 jugaria cedit la primera part del campionat de la Sèrie A al Pescara Calcio, i al gener marxaria a l'AC Pisa. Aquesta temporada jugaria una trentena de partits entre els dos equips, marcant un total de 4 gols.
La temporada 2017-18 emigra a segona divisió espanyola per jugar al Granada CF un curs. Al club andalús hi disputaria un total 550 minuts repartits en un total de 20 partits (només 3 d'ells com a titular), i va marcar un gol.
L'estiu de 2018, l'Albacete Balompié aposta pel jove jugador albanès i acorda amb l'Inter de Milà la seva incorporació a préstec per a la temporada 2018/19, incloent una opció de compra xifrada en 2 milions d'euros. Al mes d'octubre, després d'anotar 4 gols en els primers 8 partits oficials, el club manxec anunciava que executaria l'opció de compra que tenia sobre el davanter el 2019.
El 9 de juliol de 2019, l''Alba' feia efectiva l'opció de compra del jugador, que quedava lligat al club fins al juny del 2024.
El 20 de gener de 2020, el Futbol Club Barcelona va fer oficial el seu fitxatge fins al juny de 2023 per jugar al filial.
El 14 d'agost de 2021, Manaj fou definitivament promocionat al primer equip per la temporada 2021–22.
El 31 d'agost de 2021 es va anunciar la cessió de Manaj a l'Spezia Calcio italià, per un any, a canvi de 300.000 euros i fer-se càrrec de la fitxa del jugador, amb una opció de compra no obligatòria de 2,7 milions d'euros. Posteriorment va jugar amb el Watford FC sis partits fins que el seu contracte fou rescindit per mutu acord.